# 骡
骡子（学名：Equus ferus × asinus）是马和驴的杂交种。严格地说，在中文裡母马和公驴的後代称为马骡（“驘，驢父馬母者也”《說文解字注》。“骡”是“驘”與“䯁”的俗字）；母驴和公马的後代称为驴骡。因母马和公驴的基因更容易结合，故而大部分骡都是馬骡。

## 主要特徵
体型比馬小，比驴大，耳比马长，比驴短。大多数黑色，臀高约1.55米。在其短厚的头，长耳朵，四肢瘦小，蹄窄，短鬃毛，没有板栗（角质生长）内钩。在身高和身体的形状、颈部及哮吼、均匀大衣、牙齿，看来像马。
普遍认为骡子皮肤使它们更有能力抵御阳光和雨水及激烈的撞擊。

## 歷史與產業

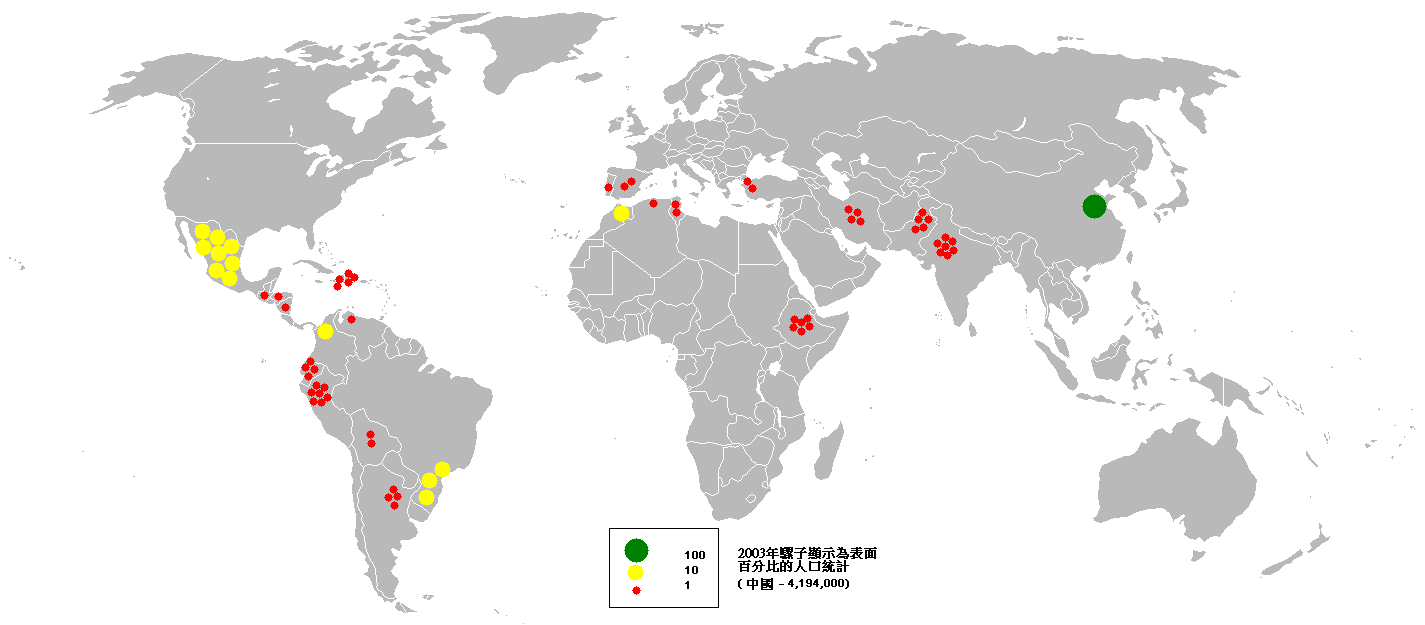
騾子在世界的分布。（以中國為100，其餘國家為相對值）

古希臘人及古羅馬人使用騾子作為交通工具。騾子在20世紀初被用當作軍事運輸工具，牠們被用做載送士兵和沉重的物資。早期的北美伊利運河還有騾子用的接駁船，中国也曾将騾子作为农业生产和运输工具。現代，因為汽車和卡車等內燃機車輛的普及，騾子變得相當罕見。騾子可以穿過陡峭難走的、又黑又深的洞，所以在山区仍然是重要的运输工具，在美國科羅拉多大峽谷，當地觀光業者使用騾子運送遊客下山。

## 分类
- 马骡

马骡，由母马与公驴雜交所产生的后代。具有杂种优势，体型若马。身体较大，耳朵较小，尾部的毛又黑又濃。力大且寿命长于马或驴。
- 驴骡

驴骡，正式名稱“駃騠”。母驴和公马的种间杂种，外貌似驴。耐粗饲，适应性和抗病能力强，精力大而持久，但不及马骡。主要分布于中国华北地区。

## 习性
性比马倔強，比驴溫顺。骡驹合群性很强，尤其在夜间，总是栖居于马群中间。虽初生骡驹爱独自休息，但很少丢失。骡驹之间喜群居，但不愿与马驹相处。
骡驹胆大、机警、勇敢，勇于与野兽搏斗。好奇心很强，遇有新奇事物，总喜围拢观。

## 食性
以草、树叶為食。骡的食量大于驴小于马，约比马少20%。骡对饲料的消化能力比马高10%，在使役时，骡对饲料干物质的消化率比马高8%。

## 寿命
骡的寿命较长，一般可活到35岁左右，如饲养管理良好，可达50岁，使役可达20年。

## 生育問題
由于染色体不成对（63个），生殖细胞一般无法进行正常的分裂（即减数分裂），故骡子为高度不育。然而在减数分裂时仍有极小可能产生正常生殖细胞，现实中母骡有很小的機率怀孕并成功繁殖后代。

## 延伸阅读
[在维基数据编辑]
 《欽定古今圖書集成·博物彙編·禽蟲典·騾部》，出自陈梦雷《古今圖書集成》
- 维基共享资源上的相關多媒體資源：骡
- 維基物種上的相關：骡
- 维基词典中的词条「mule」